# (9023) Mnesthus
(9023) Mnesthus (1988 RG1) – planetoida z grupy trojańczyków okrążająca Słońce w ciągu 12,06 lat w średniej odległości 5,26 au. Odkryta 10 września 1988 roku.